# آرمینه مانوکیان
آرمینه مانوکیان (ارمنی: Արմինե Մանուկյան؛ انگلیسی: Armine Manukyan زادهٔ ۱۹۷۷) بدمینتون‌باز‌ زن اهل ارمنستان است که در مجموع در مسابقات قهرمانی ملی بدمینتون ارمنستان برندهٔ مدال طلا شده‌است.